# Stand My Ground

Stand My Ground este cel primul single extras de pe albumul The Silent Force de către formația olandeză de rock simfonic, Within Temptation. Acesta a obținut poziții bune în topurile din Europa.

## Poziții ocupate în topuri
| Topul (2006)            | Maximul |
| ----------------------- | ------- |
| Dutch Singles Chart     | 4       |
| Belgium Singles Chart   | 9       |
| Finnish Singles Chart   | 9       |
| German Singles Chart    | 13      |
| Norwegian Singles Chart | 20      |
| Swedish Singles Chart   | 21      |
| Austrian Singles Chart  | 25      |
| Swiss Singles Chart     | 67      |